# 程万仞
程万仞（？—？），辽东人，是一名清朝政治人物。举人出身。
程万仞曾于康熙九年（1670年）接替李玑任延平府知府一职，康熙十一年（1672年）由萧来鸾接任。